# RTP1
RTP1 es el primer canal de televisión de Rádio e Televisão de Portugal (RTP), la empresa de radiodifusión pública de Portugal.
Es el primer canal de televisión existente en Portugal, al comenzar sus emisiones oficiales el 7 de marzo de 1957. Se mantuvo como el único servicio del país hasta 1968, año de creación de RTP2. La irrupción de las cadenas privadas propició un cambio de nombre a Canal 1 desde 1990 hasta 1996, cuando se recuperó la denominación original. Su programación es generalista y compite directamente con SIC y TVI.

## Historia
Las emisiones en pruebas de televisión en Portugal comenzaron el 4 de septiembre de 1956, en unos estudios situados en la Feria Popular de Lisboa, mientras que el servicio regular se puso en marcha el 7 de marzo de 1957. La empresa estatal RTP se ocupó de desarrollar el primer canal desde un nuevo estudio en Lumiar (Lisboa). Y aunque al principio solo podía sintonizarse en la capital por VHF, pronto se amplió la señal a Oporto y Lousã (Coímbra).
El 8 de febrero de 1958 se hizo la primera transmisión en directo: un partido de fútbol entre el Sporting de Lisboa y el Austria de Viena. Por su parte, la primera edición del informativo Telejornal se emitió el 19 de octubre de 1959. En abril de 1958 la señal llegaba a la mitad del territorio, y a comienzos de los años 1960 ya cubría todo Portugal continental. No obstante, los archipiélagos de Madeira y Azores tuvieron que esperar hasta 1972 y 1975, respectivamente.
Con la creación de un segundo canal el 25 de diciembre de 1968, el canal pasó a llamarse «Primer programa». 
La Revolución de los Claveles conllevó cambios en la programación de RTP y un refuerzo del servicio público. Durante las elecciones constituyentes de 1975 se iniciaron emisiones experimentales en color bajo sistema SECAM, pero este fue descartado al poco tiempo en favor del PAL, adoptado definitivamente el 7 de marzo de 1980. En esta época hay también un refuerzo de la ficción nacional, con telenovelas y nuevas series.
Ante la inminente llegada de la televisión privada, RTP cambió el nombre del primer canal por «Canal 1» y adoptó una programación generalista para todos los públicos, traspasando los programas minoritarios al segundo canal. No obstante, la irrupción de SIC y TVI le llevó a perder espectadores y finalmente el liderazgo, por lo que combinó una programación popular con espacios de servicio público. El 29 de abril de 1996 el canal recuperó la marca «RTP1» de forma definitiva, y un año después estrenó el servicio de teletexto.
En 2004, RTP1 se mudó a los nuevos estudios de Cabo Ruivo, y en 2008 comenzó a emitir en alta definición, si bien solamente en plataformas de televisión de pago por limitaciones técnicas. Aunque llegó a especularse con la privatización del canal por la crisis financiera de 2011, esta medida fue descartada. Otros logros técnicos del canal han sido la emisión en panorámico (2013) y el simulcast de toda la programación de RTP1 en alta definición (2017).

## Programación
La programación de RTP1 es generalista y dirigida a todos los públicos. Aunque está sujeta a obligaciones de servicio público, compite de forma directa con los canales privados. Ofrece informativos, entretenimiento, series de producción nacional y acontecimientos en directo.
RTP1 es el único canal de la radiotelevisión pública que puede emitir publicidad comercial.

## Programas

### Información
- Telejornal
- Jornal da Tarde
- Portugal en vivo
- Buenos días, Portugal
- Buenos días Portugal - Fin de semana
- En el informe
- 30 minutos

### Entretenimiento
- Só Visto!
- Portugal No Coração
- Praça da Alegria
- Dança Comigo
- Festival RTP da Canção
- Festival Eurovisão da Canção
- Operação Triunfo
- 5 Para A Meia noite
- O Preço Certo

### Debates televisivos
- Pros E Contras
- Corredor do Poder
- Grande Entrevista

### Series
- Smallville
- Conta-me como foi
- Dois Homens e meio (Dos hombres y medio)
- Camilo
- Mr. Bean
- Alerta Cobra
- Pai a força
- Quem Quer Ser Milionario ? Alta Pressão
- Um Contra Todos
- Carregua no Botão
- "Os Simpsons" (The Simpsons)

### Telenovelas

#### Brasil
- 1977 - Gabriela
- 1978 - O Casarão
- 1978 - Escrava Isaura (La esclava Isaura)
- 1978-1979 - O Astro
- 1979-1980 - Dancin' Days
- 1979-1980 - Sinhazinha Flô
- 2023 - Topíssima[7]

Con la llegada de SIC a Portugal (la primera cadena privada), las telenovelas brasileñas dejaron de emitirse en la RTP debido a un contrato de exclusividad entre SIC y Globo.  RTP1 emitió desde 1994 hasta 2001 telenovelas mexicanas de Televisa.

#### México
- 1994 - Prisioneira do Amor (Prisionera de amor)
- 1994 - O Avô e Eu (El abuelo y yo)
- 1994 - Império de Cristal (Imperio de cristal)
- 1995 - Coração Selvagem (Corazón salvaje)
- 1995 - Marimar
- 1995 - Maria José
- 1996 - Caminhos Cruzados (Caminos cruzados)
- 1996 - Azul
- 1997 - Alondra
- 1998 - Maria do Bairro (María la del Barrio)
- 1998 - Esmeralda
- 1999 - Nas Asas do Destino (Alguna vez tendramos alas)
- 1999 - A Usurpadora (La Usurpadora)

- 2000 - A Preciosa (Preciosa)[8]
- 2000 - A Mentira (La Mentira)[9]
- 2000-2001 - Rosalinda[10]
- 2001 - Ramona[11]
- 2001 - Privilégio de Amar (El privilegio de amar)[12]
- 2001 - Carita de Anjo (Carita de ángel)[13]

### Deportes
- Liga de Campeones de la UEFA
- Liga Europa
- Rally
- Domingo deportivo
- Liga de Ultimos
- Trío de Ataque
- Partidos de la selección portuguesa
- Juegos Olímpicos
- Volta a Portugal

### Música
- Top+

## Audiencias
RTP 1 es actualmente el tercer canal de televisión más visto de Portugal siendo solo superado por los comerciales SIC y TVI.
| Año  | Enero  | Febrero | Marzo  | Abril  | Mayo   | Junio  | Julio  | Agosto | Septiembre | Octubre | Noviembre | Diciembre | Media anual |
| ---- | ------ | ------- | ------ | ------ | ------ | ------ | ------ | ------ | ---------- | ------- | --------- | --------- | ----------- |
| 2012 | 19,8 % | 20,1 %  | 14,2 % | 14,0 % | 14,1 % | 14,8 % | 13,7 % | 14,0 % | 14,1 %     | 14,1 %  | 13,6 %    | 13,0 %    | 18,5 %      |
| 2013 | 12,4 % | 11,5 %  | 12,5 % | 11,5 % | 11,8 % | 13,7 % | 12,5 % | 13,7 % | 13,6 %     | 14,6 %  | 15,6 %    | 14,6 %    | 13,2 %      |
| 2014 | 14,9 % | 16,0 %  | 15,7 % | 14,2 % | 14,9 % | 19,7 % | 17,0 % | 14,4 % | 14,5 %     | 15,4 %  | 16,3 %    | 15,0 %    | 15,6 %      |
| 2015 | 15,9 % | 16,0 %  | 15,6 % | 14,4 % | 14,3 % | 15,4 % | 14,0 % | 14,0 % | 13,6 %     | 14,7 %  | 15,3 %    | 14,2 %    | 14,8 %      |
| 2016 | 13,8 % | 13,9 %  | 14,0 % | 13,0 % | 12,7 % | 16,2 % | 15,0 % | 12,6 % | 12,4 %     | 13,4 %  | 14,2 %    | 13,1 %    | 13,7 %      |
| 2017 | 12,9 % | 12,8 %  | 12,7 % | 11,3 % | 13,7 % | 14,0 % | 11,1 % | 11,7 % | 11,7 %     | 12,5 %  | 12,4 %    | 12,2 %    | 13,7 %      |
| 2018 | 12,1 % | 11,9 %  | 12,0 % | 11,5 % | 12,6 % | 14,1 % | 11,9 % |        |            |         |           |           |             |

Leyenda :
Fondo verde : Mejor resultado histórico.
Fondo rojo : Peor resultado histórico.